# Nová Ves nad Nisou
Nová Ves nad Nisou é uma comuna checa localizada na região de Liberec, distrito de Jablonec nad Nisou‎.